# 符騰堡公國

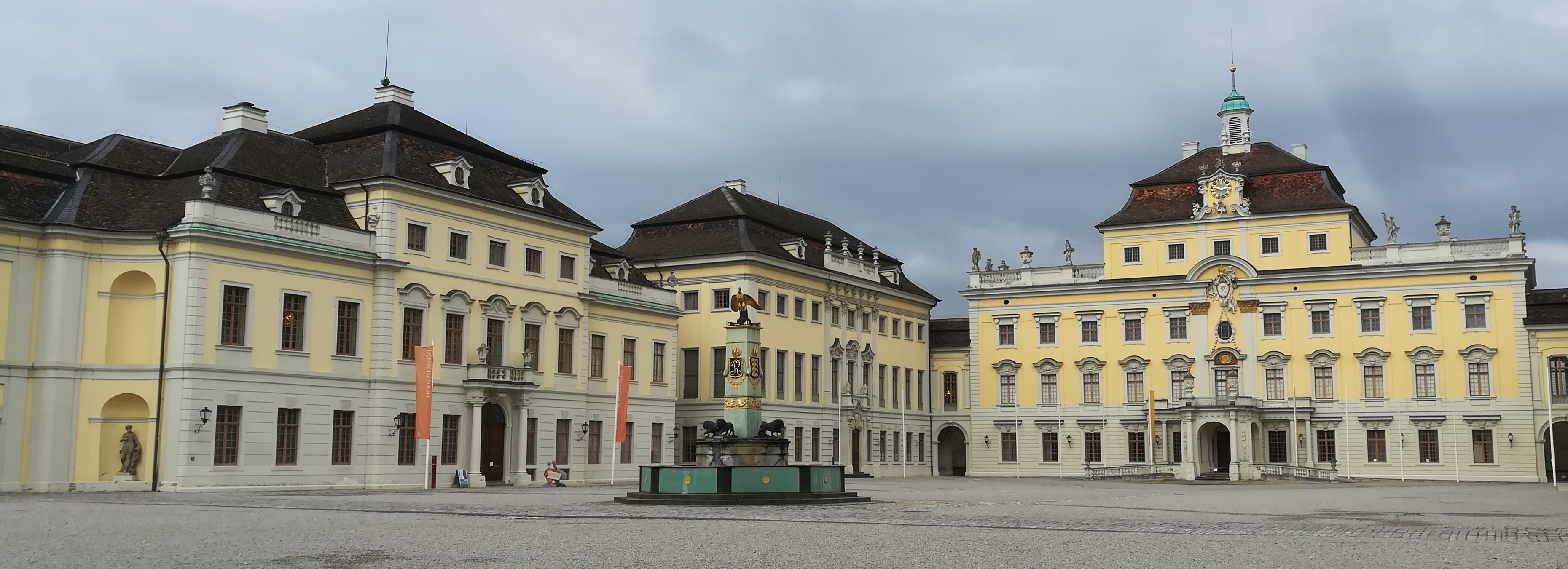
路德维希堡公爵宫殿的庭院

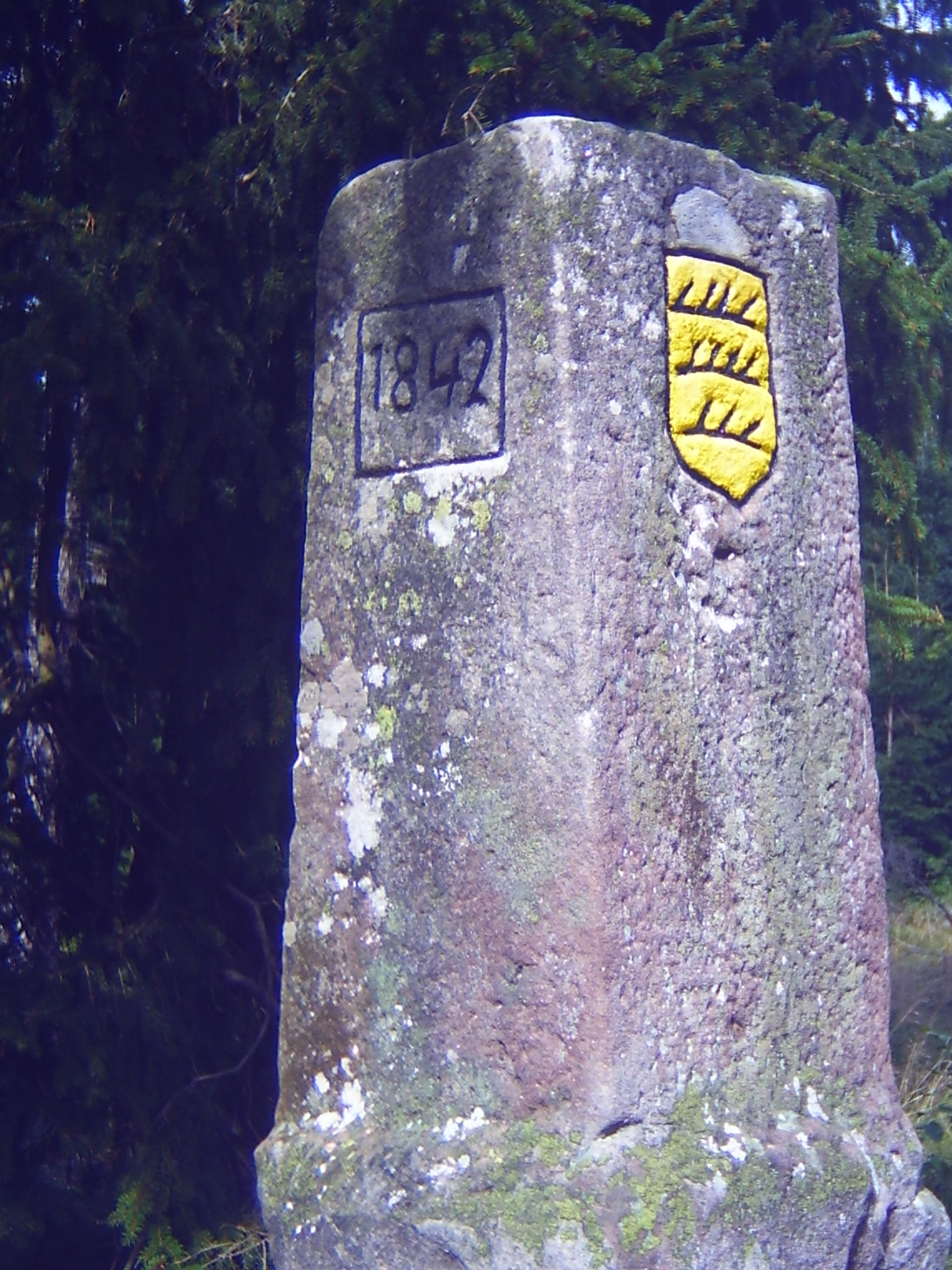
巴登和符腾堡之间的邊界碑

符腾堡公国（德語：Herzogtum Württemberg）是一個位于神圣罗马帝国西南部的公國。存在於1495年至1806年间。该公国之所以能够长期存在三个多世纪，主要是因为它的國土面积比它的鄰國还要大。於新教改革期间，符腾堡面临需要忠於天主教教宗並對抗其它新教國家的巨大壓力。符腾堡在17和18世纪曾對抗了多次法国的入侵，该公国由於地處法国和奥地利之間的衝突道路上，因而也參與了法国和奥地利之間的长期竞争。 1803年，拿破仑将符騰堡公国升格为符腾堡选侯国。 1806年1月1日，最后一位选帝侯被封为符腾堡国王。同年晚些时候，即1806年8月6日，最后一位神聖羅馬帝國皇帝弗朗西斯二世解散了神圣罗马帝国。